# Gieleroth
Gieleroth település Németországban, Rajna-vidék-Pfalz tartományban. Lakosainak száma 689 fő (2023. december 31.).

## Népesség
A település népességének változása:
| Lakosok száma | 567  | 688  | 643  | 659  | 659  | 691  | 689  |
|               | 1975 | 2010 | 2017 | 2019 | 2021 | 2022 | 2023 |